# A7L

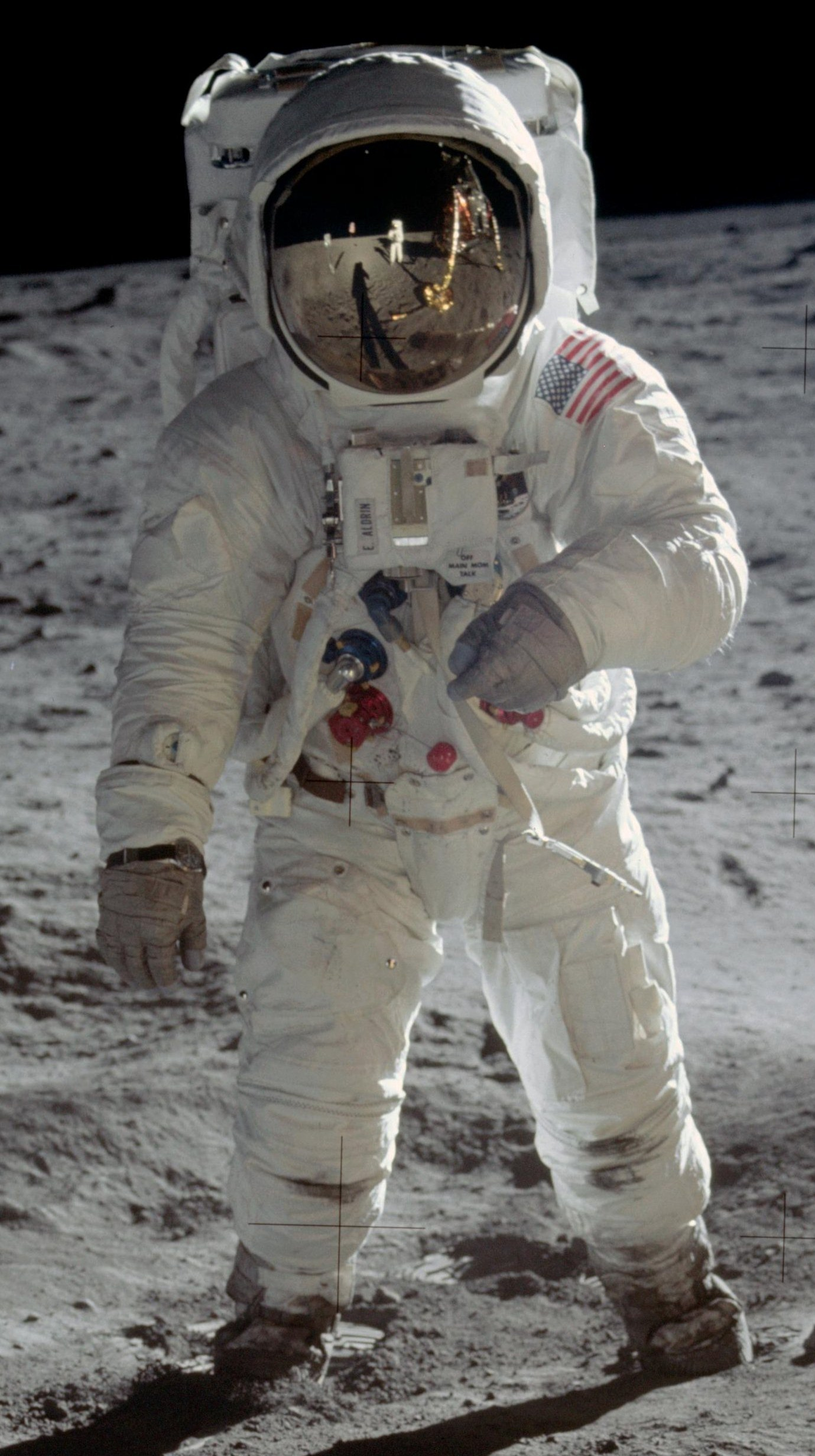
Астронавт Базз Олдрин на поверхности Луны, одетый в скафандр A7L, в светофильтре отражается фотографировавший Олдрина астронавт Нил Армстронг в аналогичном скафандре.

A7L — основной тип скафандра использовавшийся астронавтами НАСА в программе Аполлон, в трёх полётах к станции Скайлэб и в программе Союз-Аполлон с 1968 года и до завершения полётов на космических кораблях Аполлон в 1975 году. Обозначение «A7L» расшифровывалось НАСА как седьмой скафандр для программы Аполлон, разработанный и произведённый компанией ILC Dover. A7L являлся эволюционным развитием скафандров ILC A5L и A6L. A5L был первоначальным вариантом скафандра, в A6L был добавлен объединённый теплоизоляционный и противометеорный слой оболочки скафандра. После пожара на корабле AS-204, конструкция скафандра была изменена для обеспечения огнестойкости и он получил обозначение A7L.

## Конструкция

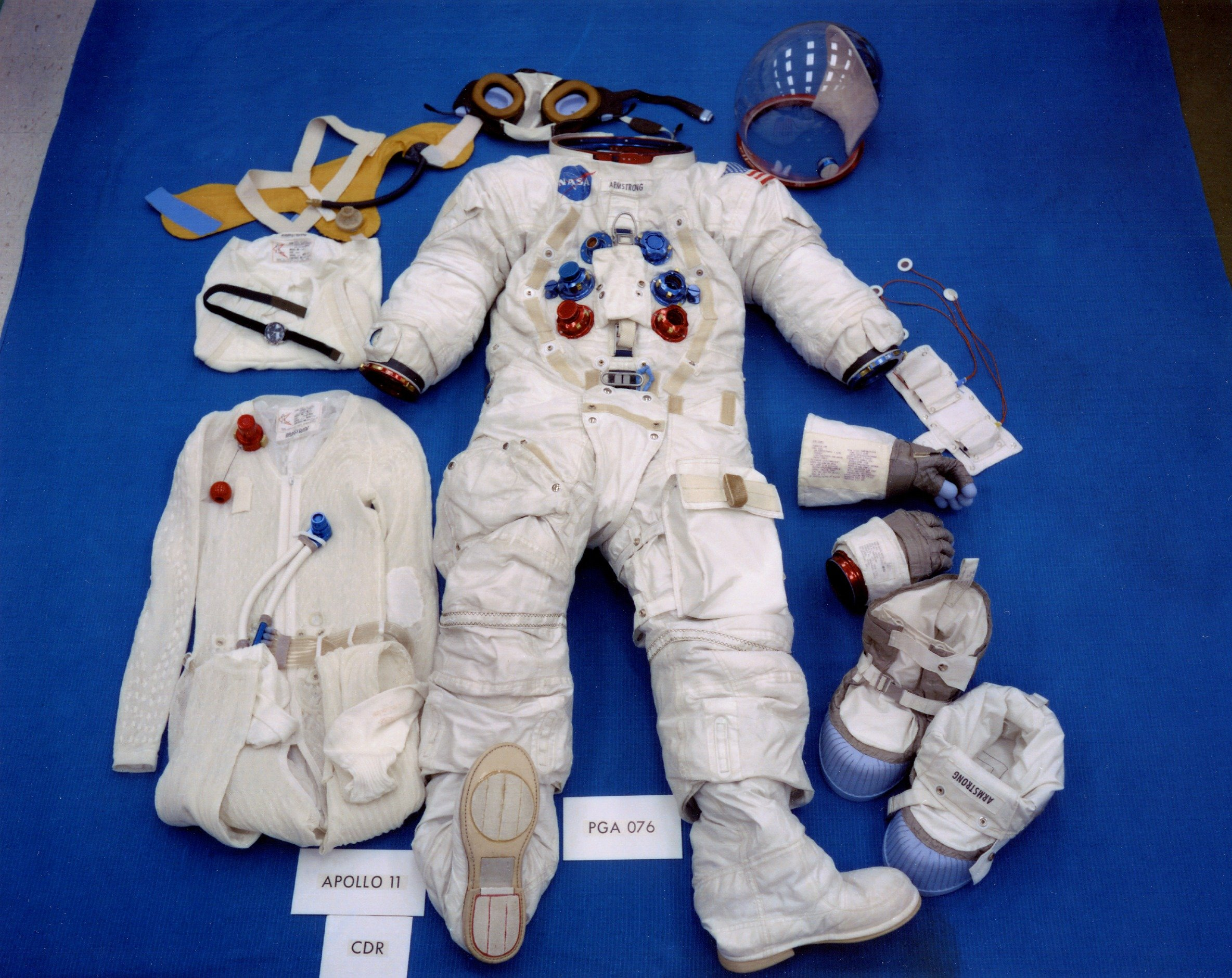
Нил Армстронг описывал свой скафандр A7L, который он носил в полёте Аполлон-11, как «прочный, надёжный и почти приятный.»

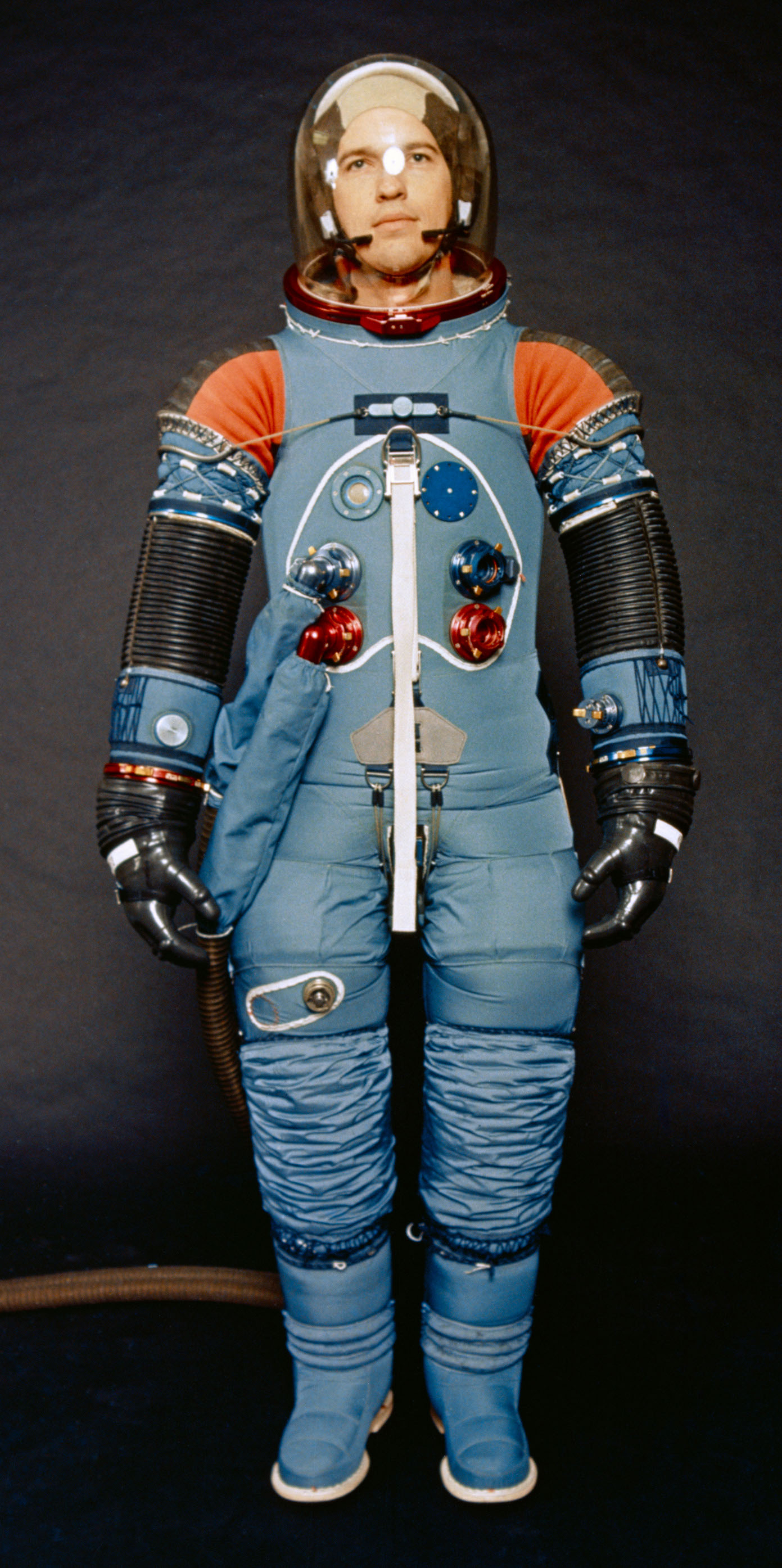
A7L без внешней оболочки

По своей конструкции скафандр A7L был цельным, пятислойным скафандром, закрывавшим туловище и конечности, с гибкими сочленениями, сделанными из синтетической и натуральной резины на плечах, локтях, запястьях, бедренных суставах, коленях и суставах стопы, связующей сетки предотвращающей сочленения скафандра от раздувания, и плечевой конструкции «кабель-блок», позволяющей оператору раздвигать и сдвигать плечи. Металлические кольца на вороте и манжетах рукавов предназначались для установки герметичных перчаток и знаменитого «шлема-аквариума» Аполлонов (выбранного НАСА за обеспечение широкого поля обзора и отказа от герметичного забрала шлема, требовавшегося в скафандрах программ Меркурий и Джемини). «Наружная оболочка», которая была сделана огнестойкой после пожара на Аполлоне-1, была надета поверх внутреннего гермокостюма и была съёмной для ремонта или обследования. Все скафандры A7L имели вертикальную «молнию», которая шла от плеч до паха, для надевания и снимания скафандра.

### Основные характеристики
- Наименование: A7L
- Производитель: International Latex Corporation (ILC) Dover (Международная латексная корпорация Дувр) и Hamilton Standard (основная система жизнеобеспечения)[4]
- Использовался в: Аполлон 7-14[4]
- Предназначение: Внутрикорабельная деятельность, орбитальная внекорабельная деятельность и перемещение по поверхности Луны[4]
- Рабочее давление: 25,5 кПа[4]
- Масса скафандра для внутрикорабельной деятельности: 28,1 кг[4]
- Масса скафандра для внекорабельной деятельности: 34,5 кг[4]
- Общая масса скафандра для ВКД: 91 кг[4]
- Ресурс основной СЖО: 6 часов[4]
- Ресурс запасной СЖО: 30 минут[4]

### Скафандр для внекорабельной деятельности

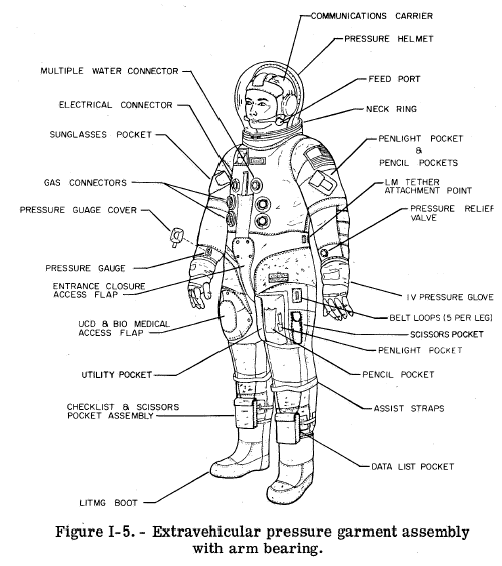

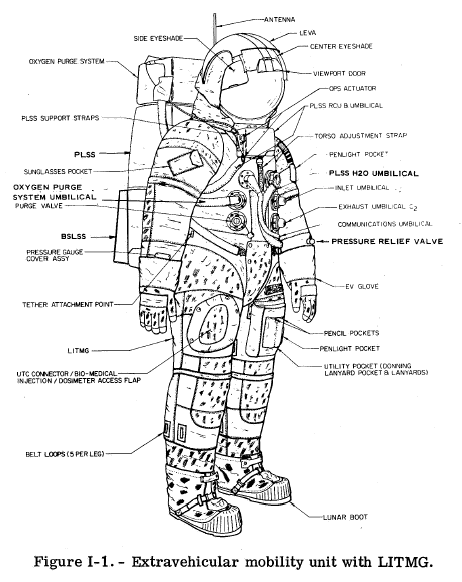

#### Внутренний гермокостюм
Начиная с полёта Аполлона-7 до Аполлона-14, оба астронавта в лунном модуле, командир (CDR) и пилот лунного модуля (LMP), имели внутренний гермокостюм (англ. Torso Limb Suit Assembly — TSLA) с шестью разъёмами для СЖО размещёнными в двух параллельных колонках на груди. Четыре нижних разъёма предназначались для кислорода, верхний правый — электрический разъём системы биотелеметрии и радиосвязи, а верхний слева предназначался для двухсторонней подачи воды в систему охлаждения скафандра.

#### Внешняя объединённая теплоизоляционная и противометеорная оболочка
Поверх внутреннего гермокостюма была надета объединённая теплоизоляционная и противометеорная оболочка (англ. Integrated Thermal Micrometeoroid Garment — ITMG).
Этот слой предохранял скафандр от истирания и защищал астронавта от теплового солнечного излучения и микрометеорных тел, которые могли пробить гермокостюм. Оболочка была сделана из тринадцати слоёв различных материалов, которыми были (по порядку от внутреннего слоя к внешнему):противометеорный слой из нейлона с неопреновым покрытием, пять слоёв алюминированного майлара, перемежающихся четырьмя слоями волокон дакрона, два слоя алюминированной полиамидной (каптоновой) плёнки покрытой бета-маркизетом, и слой покрытой тефлоном, огнестойкой бета-ткани.
Кроме этого во внешней оболочке также использовались накладки специального материала «Chromel-R», представлявшего собой ткань, металлизированную при помощи хромированной стали (эти серебристые накладки были особенно хорошо видны на скафандрах экипажа Аполлона-11) для защиты от истирания в местах прилегания ранца носимой системы жизнеобеспечения (англ. Portable Life Support System — PLSS). «Chromel-R» также использовался в передках лунных ботинок и в перчатках скафандров. В довершении ко всему, были использованы накладки из тефлона для дополнительной защиты от истирания на коленях, поясе и плечах внешней оболочки.
Начиная с полёта Аполлона-13, красная полоска из бета-ткани была пришита ко внешней оболочке скафандра командира на каждой руке и ноге, вместе с красной полосой на добавленном светофильтре гермошлема для простоты различения командира от пилота лунного модуля на поверхности Луны. Полоски, первоначально известны как «Полоски связи с общественностью» (англ. "Public Affairs stripes"), но быстро переименованные в Командирские Полоски (англ. Commanders Stripes), были введены Брайном Даффом, главой отдела по связям с общественностью Центра космических полётов им. Маршалла для решения проблемы с идентификацией астронавтов на снимках, вставшей перед средствами массовой информацией и самим агентством.

#### Костюм с жидкостным охлаждением
Лунные экипажи также носили трёхслойный костюм с жидкостным охлаждением и вентиляцией (англ. Liquid Cooling and Ventilation Garment — LCG) или просто комбинезон (англ. union suit) с пластиковыми трубками по которым циркулировала вода, охлаждая тело астронавта, уменьшая потение и запотевание стекла гермошлема. Вода подводилась к комбинезону LCG из ранца носимой системы жизнеобеспечения PLSS, где циркулирующая вода охлаждалась при помощи сублимационного холодильника.

### Скафандр для внутрикорабельной деятельности

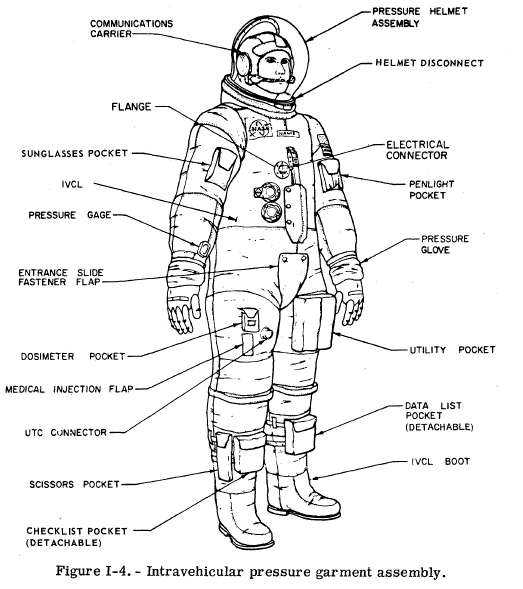

#### Внутренний гермокостюм
Пилот командного модуля (CMP) носил гермокостюм, похожий на гермокостюмы командира и пилота лунного модуля, за исключением лишних элементов, которые не требовались для пилота командного модуля, не выполнявшего в полёте задач вне корабля. Например этот гермокостюм имел только один набор кислородных разъёмов  и не имел разъёма для жидкостного охлаждения. Также были убраны клапан сброса давления на рукаве, крепления для ремней использовавшихся в лунном модуле, и подшипник в сочленении, позволявший руке вращаться выше локтя.

#### Внешняя оболочка
Пилоты командного модуля носили трёхслойную внешнюю оболочку (англ. Intravehicular Cover Layer — IVCL) из номекса и бета-ткани, для защиты от огня и истирания.

#### Костюм постоянного ношения
Вместо костюма с жидкостным охлаждением, пилоты командного модуля носили более простой хлопковый комбинезон под гермокостюмом, называвшийся костюм постоянного ношения (англ. Constant Wear Garment — CWG). Он охлаждал при помощи простого потока кислорода, закачивавшегося в костюм через шланг от системы жизнеобеспечения корабля. Находясь в командном модуле, командир и пилот лунного модуля также носили CWG вместо LCG.

## Скафандр A7LB (Аполлон, Скайлэб и Союз-Аполлон)

### Аполлоны 15-17

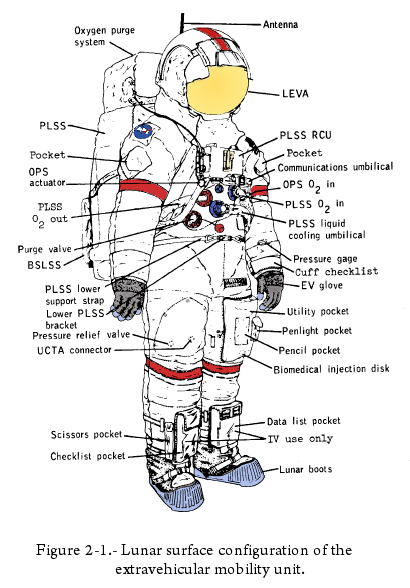

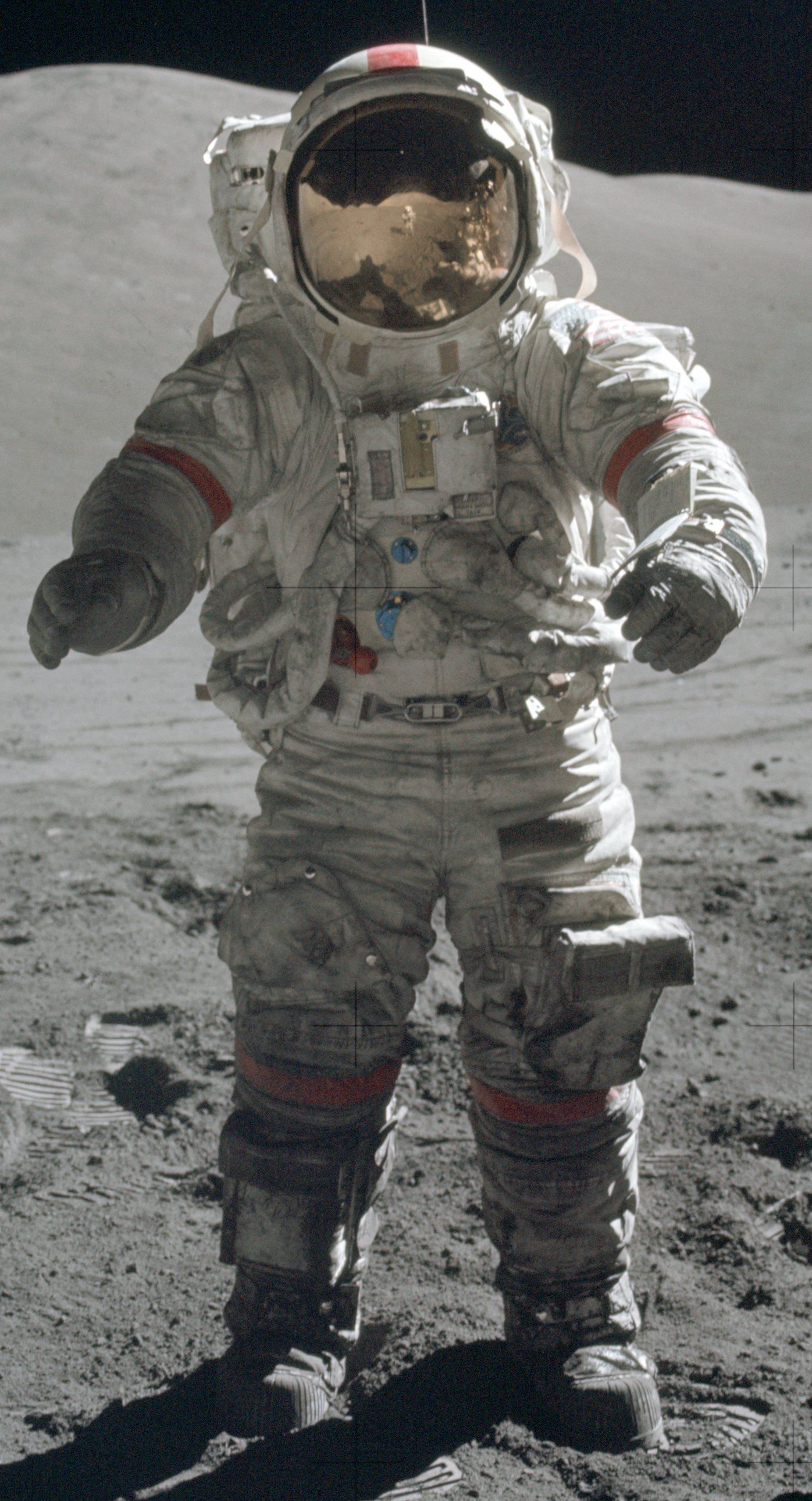
Юджин Сернан в полёте Аполлона-17.

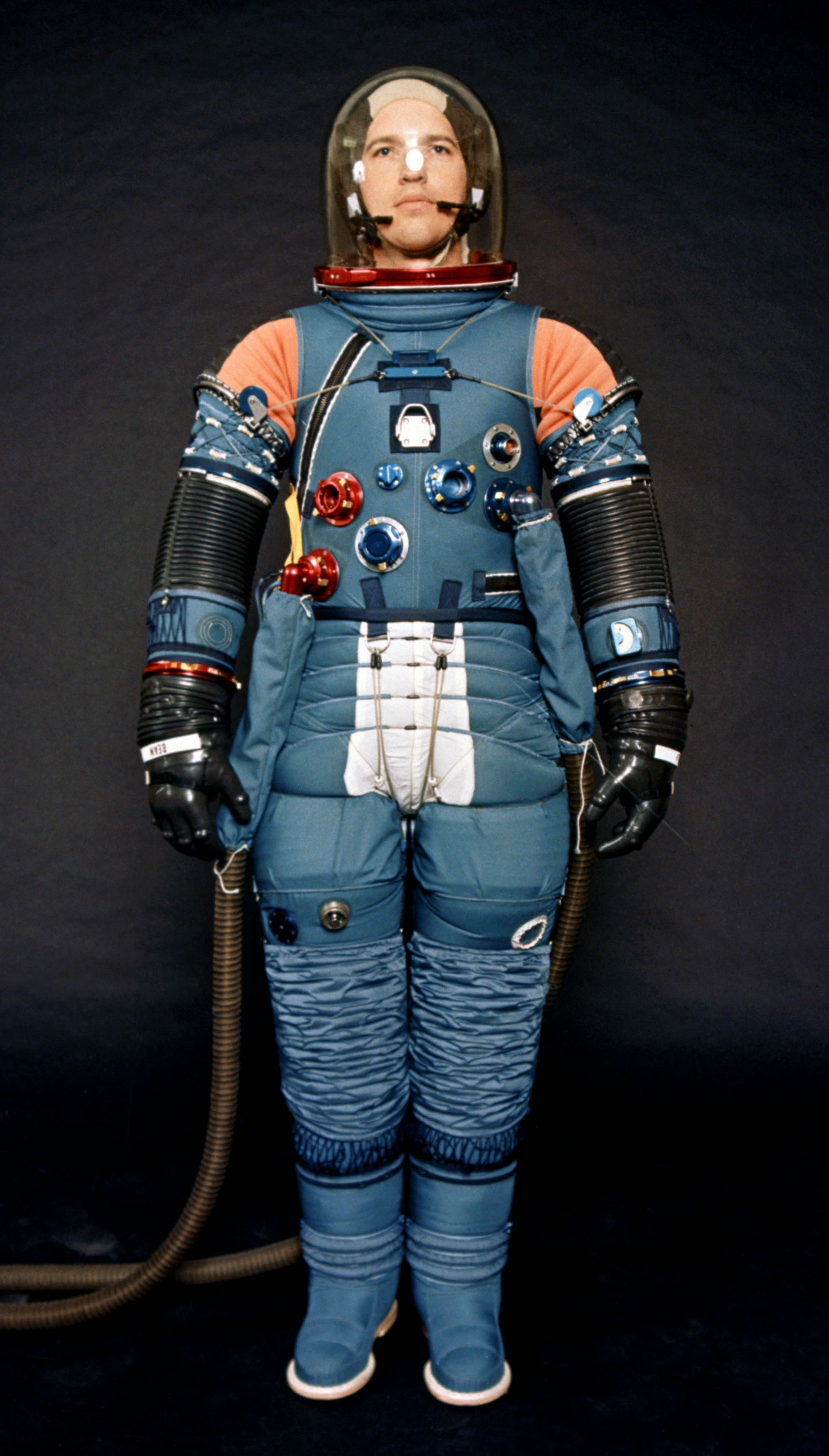
A7LB без внешней оболочки.

На последних трёх лунных полётах программы Аполлон, Аполлон-15, -16, и -17, командир и пилот лунного модуля стали носить новый лунный скафандр сконструированный для длительных J-экспедиций (J-series missions), в которых планировалось по три выхода на лунную поверхность и впервые использовался луноход LRV. Первоначально разработанный компанией ILC-Dover как «A9L», но получивший от НАСА обозначение «A7LB», новый скафандр приобрёл два новых сочленения на шее и поясе. Сочленение на поясе было добавлено для того, чтобы позволить астронавту сидеть на LRV, а шейное сочленение увеличивало видимость при вождении. Из-за введения поясного сочленения, шесть разъёмов СОЖ были перераспределены из параллельной раскладки в набор из двух «треугольников», а «молния» была перемещена на левую фронтальную часть скафандра, проходила вокруг спины и заканчивалась на правом плече.
В дополнение, ранцы СОЖ были модифицированы для хранения большего количества кислорода, гидроксида лития (LiOH), имели больший запас электроэнергии и воды, для более длительных выходов на лунную поверхность. Также для облегчения длительных выходов, в специальных кармашках под кольцом гермошлема  были размещены небольшие питательные батончики (фруктовые палочки), а под внешней оболочкой скафандра астронавты носили специальные мешки с питьевой водой.
Поскольку командные модули в J-экспедициях имели отсек модуля научной аппаратуры (англ. Scientific Instrument Module — SIM), использовавший особые плёночные камеры, похожие на применявшиеся в разведывательных спутниках ВВС США, и требовавшие орбитального выхода в открытый космос для их возвращения, пилот командного модуля в каждом из трёх полётов J-серии носил пятиразъёмный скафандр A7LB основанный на скафандрах A7L для полётов H-серии, с убранным разъёмом системы жидкостного охлаждения, в котором не было необходимости, так как во время выхода в открытый космос, пилот командного модуля был подсоединён шлангом к системе жизнеобеспечения (похожая система использовалась при ВКД по программе Джемини), в случае проблем с которым могла использоваться система продувки кислородом и красный фал, для экстренного возвращения. Пилот командного модуля надевал командирский светофильтр с красными полосками, в то время как пилот лунного модуля, который находился на подстраховке (помогая предотвратить запутывание шланга и убрать возвращённые плёнки в командный модуль) высунувшись по пояс из люка корабля, использовал обычные разъёмы СОЖ и носил простой белый светофильтр без полос.

#### Характеристики
- Наименование: A7LB
- Производитель: International Latex Corporation (ILC) Dover (Международная латексная корпорация Дувр) и Hamilton Standard (основная система жизнеобеспечения)[4]
- Использовался в: Аполлон 15-17[4]
- Предназначение: Внутрикорабельная деятельность, орбитальная внекорабельная деятельность и перемещение по поверхности Луны[4]
- Рабочее давление: 25,5 кПа[4]
- Масса скафандра для внутрикорабельной деятельности: 29,3 кг[4]
- Масса скафандра для внекорабельной деятельности: 35,4 кг[4]
- Общая масса скафандра для ВКД: 96,2 кг[4]
- Ресурс основной СЖО: 7 часов[4]
- Ресурс запасной СЖО: 30 минут[4]

### Скайлэб

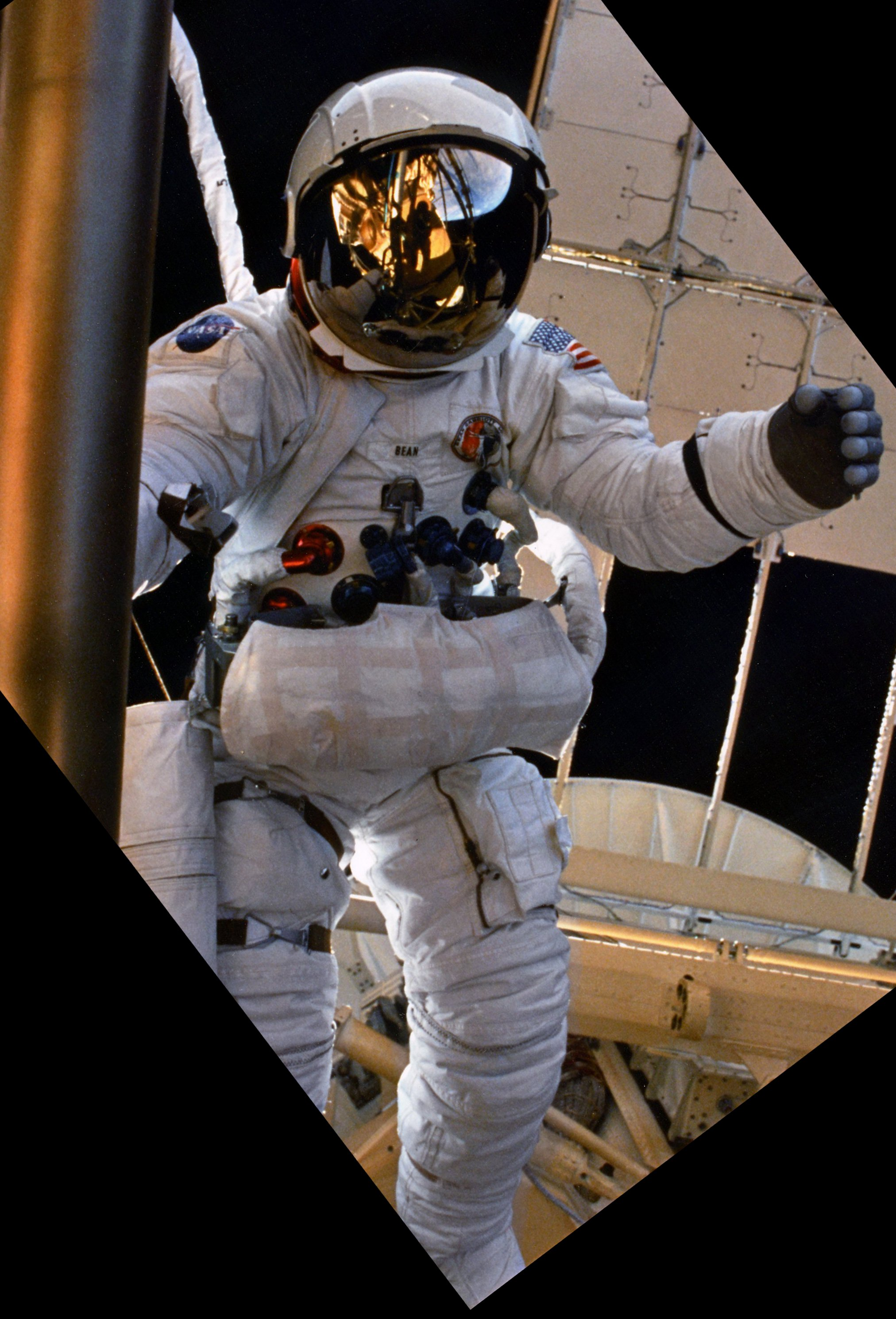
Алан Бин одетый в скафандр A7L-Скайлэб во время ВКД полёта Скайлэб-3

В трёх пилотируемых полётах на станцию Скайлэб, все три астронавта носили слегка модифицированный скафандр A7LB во время запуска, стыковки, расстыковки и ВКД. Скафандр имел упрощённые и менее дорогостоящие внутренний гермокостюм ITMG и светофильтр для ВКД. 
За исключением ремонтных работ выполненных в ходе полётов SL-2 и SL-3, все выходы в открытый космос на станции Скайлэб были проведены для регулярного обслуживания отсека научных приборов ATM (Apollo Telescope Mount), в котором находились солнечные телескопы станции. Из-за короткой продолжительности этих выходов, и необходимости защитить чувствительные инструменты от случайных повреждений, громоздкий ранец лунной системы СОЖ, был заменён на блок подключения шланга в стиле программы Джемини, за исключением того, что по шлангу передавался не только воздух для дыхания (атмосфера на Скайлэб состояла из 80 % кислорода и 20 % азота под давлением в 34,5 кПа) но и жидкая вода для системы охлаждения. Блок надевался на пояс астронавта и служил в качестве переходника между шлангом и скафандром. Резервный кислородный запас был закреплён на правом бедре и в случае проблем со шлангом мог обеспечить дыхание чистым кислородом на 30 минут. Светофильтр, похожий на тот, что сейчас используется на современных американских скафандрах EMU для МКС надевался поверх гермошлема, использовались обычные перчатки программы Аполлон для ВКД.

#### Характеристики
- Наименование: A7LB (Скайлэб)
- Производитель: ILC Dover, Hamilton Standard[4]
- Использовался в: SL-2-4[4]
- Предназначение: Внутрикорабельная деятельность, орбитальная внекорабельная деятельность[4]
- Рабочее давление: 25,5 кПа[4]
- Масса скафандра для внутрикорабельной деятельности: 29,3 кг[4]
- Масса скафандра для внекорабельной деятельности: 32,7 кг[4]
- Общая масса скафандра для ВКД: 64,9 кг[4]
- Ресурс основной СЖО: От корабля/станции[4]
- Ресурс запасной СЖО: 30 минут[4]

### Союз-Аполлон

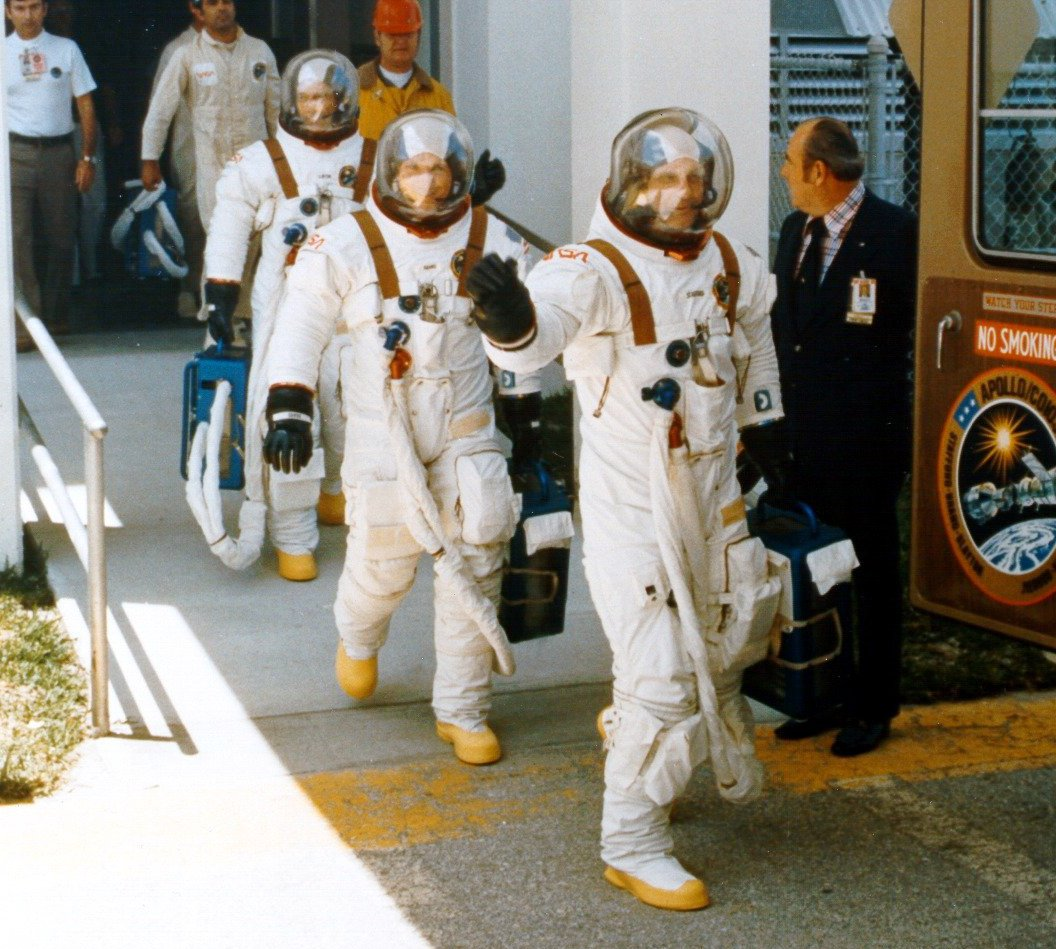
Экипаж корабля Аполлон перед посадкой в автобус

Для полёта Союз-Аполлон, в НАСА решили использовать гермокостюм скафандра пилота командного модуля A7LB для полётов J-серии с некоторыми изменениями направленными на уменьшение стоимости и массы, поскольку ВКД в ходе полёта не планировалась. Изменения включали упрощённую внешнюю оболочку, которая была более дешёвой, лёгкой и прочной, а также удаление клапана сброса давления и неиспользуемых газовых разъёмов. Светофильтры и перчатки для ВКД не использовались в этом полёте.
Скафандр A7LB полёта Союз-Аполлон был единственным из скафандров для кораблей Аполлон, использовавшим логотип-«червяк» НАСА, эмблему ставшую стандартной для всех герметичных, космических и лётных скафандров НАСА и орбитеров программы Спейс Шаттл с 1981 по 2000 год.

#### Характеристики
- Наименование: A7LB (Союз-Аполлон)
- Производитель: ILC Dover[4]
- Использовался в: Союз-Аполлон[4]
- Предназначение: Внутрикорабельная деятельность[4]
- Рабочее давление: 25,5 кПа[4]
- Масса скафандра для внутрикорабельной деятельности: 29,3 кг[4]
- Ресурс основной СЖО: От корабля/станции[4]